# Souterrain von Inverugie
Das Souterrain von Inverugie (auch Easter Backlands of Roseisle Souterrain genannt) liegt südlich von Hopeman, nordwestlich von Elgin in Moray in Schottland.
Das Souterrain liegt nur etwa 100 m westlich der Felsritzung mit Cup-and-Ring-Markierungen inmitten der Felder. Der Ort ist aus Sicherheitsgründen von einem Stacheldrahtzaun umgeben. Der Bereich ist für seine winterliche Sandflucht berüchtigt und das Souterrain ist bis zum Rand mit Sand zugeblasen.
Der trapezförmige Eingang liegt etwa 20 – 25 cm unterhalb des angrenzenden Bodenniveaus. Die innere Struktur und die Bauart des Souterrains ist unerforscht. 
In der Nähe liegen/stehen Burghead Fort, der Cup and Ring Marked rock, der Camus’s Stone mit zwei Spiralritzungen und der Rundcairn von Inverugie.